# Artur Correia (football)
Pour les articles homonymes, voir Artur Correia et Correia.
Artur Correia est un footballeur portugais, né le 18 avril 1950 à Lisbonne et mort le 25 juillet 2016 dans la même ville. Il évoluait au poste de défenseur droit.

## Carrière
Artur Correia a débuté chez les jeunes avec le Clube Futebol Benfica entre 1966 et 1967. La saison suivante il rejoint les -19 ans, et joue pour le Benfica Lisbonne avant de tenter sa chance à Coimbra, et ainsi de jouer chez les professionnels.
Il passe sa première saison professionnelle, en 1968 avec l'Académica de Coimbra, et participe au statut de finaliste en Coupe du Portugal, par la même occasion. Il y reste trois saisons en y inscrivant 47 matches pour 2 buts. Dès sa deuxième saison, il s'affirme comme un jeune et bon défenseur droit en y inscrivant 21 rencontres et 1 but, la saison qui suit il inscrit 26 rencontres et 1 but. Ces performances, lui ont valu son transfert pour le Benfica Lisbonne 3 saisons après, son dernier club chez les -19 ans.
Il s'envole pour le Benfica Lisbonne et il est déjà considéré comme une idole. Il y reste au total 6 années, en y inscrivant 123 rencontres et 3 buts. Sa première saison il inscrit 27 rencontres et 1 but, il est déjà considéré comme un titulaire indiscutable. Malgré cela, sa deuxième saison, il la passe la plupart du temps sur le banc, il joue très peu, à peine 8 matches. Les saisons suivantes, il retrouve sa place de titulaire, et par la même occasion il est appelé en sélection avec le Portugal. Son manque de jeu lors de la saison 1976/77, en jouant 13 matches lui a valu son transfert chez le rival le Sporting.
Le Sporting vient le recruter dès la saison 1977/1978, il y reste seulement deux années mais joue pratiquement la totalité des rencontres de championnat. Il est le nouvel homme fort des Lions, mais il tente sa chance comme beaucoup d'autres footballeurs portugais aux États-Unis.  
Le New England Tea Men, le recrute, et il joue la North American Soccer League (NASL), il y joue 23 rencontres, avant de revenir au Portugal, et revenir au Sporting, pour la saison 1979-1980, il y joue 14 matches et gagne le championnat du Portugal, qui n'était plus gagné depuis 6 ans. À la fin de la saison, il part à nouveau au New England Tea Men, pour jouer une trentaine de matches, et ainsi prendre la fin de sa carrière par la même occasion.

### Statistiques en joueur
| Saison                | Club                  | Championnat           | Championnat | Championnat | Coupe(s) nationale(s) | Coupe(s) nationale(s) | Compétition(s) continentale(s) | Compétition(s) continentale(s) | Compétition(s) continentale(s) | Sélection | Sélection | Sélection | Total | Total |
| Saison                | Club                  | Division              | M.          | B.          | M.                    | B.                    | Comp.                          | M.                             | B.                             | Équipe    | M.        | B.        | M.    | B.    |
| 1968-1969             | Académica de Coimbra  | 1                     | 1           | 0           | -                     | -                     | -                              | -                              | -                              | -         | -         | -         | 1     | 0     |
| 1969-1970             | Académica de Coimbra  | 1                     | 21          | 1           | 4                     | 0                     | C2                             | 4                              | 0                              | -         | -         | -         | 29    | 1     |
| 1970-1971             | Académica de Coimbra  | 1                     | 26          | 1           | -                     | -                     | -                              | -                              | -                              | -         | -         | -         | 26    | 1     |
| Sous-total            | Sous-total            | Sous-total            | 48          | 2           | 4                     | 0                     | -                              | 4                              | 0                              | -         | -         | -         | 56    | 2     |
| 1971-1972             | Benfica Lisbonne      | 1                     | 27          | 1           | 4                     | 0                     | C1                             | 6                              | 0                              | -         | -         | -         | 37    | 1     |
| 1972-1973             | Benfica Lisbonne      | 1                     | 8           | 0           | 2                     | 0                     | C1                             | -                              | -                              | Portugal  | 9         | 0         | 19    | 0     |
| 1973-1974             | Benfica Lisbonne      | 1                     | 25          | 1           | 5                     | 0                     | C1                             | 2                              | 0                              | Portugal  | 4         | 0         | 36    | 1     |
| 1974-1975             | Benfica Lisbonne      | 1                     | 26          | 0           | 3                     | 0                     | C2                             | 5                              | 0                              | Portugal  | 3         | 0         | 37    | 0     |
| 1975-1976             | Benfica Lisbonne      | 1                     | 25          | 0           | 1                     | 0                     | C1                             | 5                              | 0                              | Portugal  | 6         | 0         | 37    | 0     |
| 1976-1977             | Benfica Lisbonne      | 1                     | 13          | 0           | 1                     | 0                     | C1                             | 2                              | 0                              | Portugal  | 4         | 0         | 20    | 0     |
| Sous-total            | Sous-total            | Sous-total            | 124         | 2           | 16                    | 0                     | -                              | 20                             | 0                              | -         | 26        | 0         | 186   | 2     |
| 1977-1978             | Sporting Portugal     | 1                     | 26          | 0           | 6                     | 0                     | C3                             | 2                              | 0                              | Portugal  | 1         | 0         | 35    | 0     |
| 1978-1979             | Sporting Portugal     | 1                     | 23          | 0           | 4                     | 0                     | C2                             | 2                              | 0                              | Portugal  | 4         | 0         | 33    | 0     |
| Sous-total            | Sous-total            | Sous-total            | 49          | 0           | 10                    | 0                     | -                              | 4                              | 0                              | -         | 5         | 0         | 68    | 0     |
| 1979                  | New England Tea Men   | 1                     | 23          | 0           | -                     | -                     | -                              | -                              | -                              | Portugal  | 3         | 1         | 26    | 1     |
| Sous-total            | Sous-total            | Sous-total            | 23          | 0           | -                     | -                     | -                              | -                              | -                              | -         | 3         | 1         | 26    | 1     |
| 1979-1980             | Sporting Portugal     | 1                     | 14          | 0           | 6                     | 0                     | C3                             | -                              | -                              | Portugal  | 1         | 0         | 21    | 0     |
| Sous-total            | Sous-total            | Sous-total            | 14          | 0           | 6                     | 0                     | -                              | -                              | -                              | -         | 1         | 0         | 21    | 0     |
| 1980                  | New England Tea Men   | 1                     | 30          | 0           | -                     | -                     | -                              | -                              | -                              | -         | -         | -         | 30    | 0     |
| Sous-total            | Sous-total            | Sous-total            | 30          | 0           | -                     | -                     | -                              | -                              | -                              | -         | -         | -         | 30    | 0     |
| Total sur la carrière | Total sur la carrière | Total sur la carrière | 288         | 4           | 36                    | 0                     | -                              | 28                             | 0                              | -         | 35        | 1         | 387   | 5     |

## En sélection nationale
Il débute en sélection nationale le 10 mai 1972 contre Chypre, comptant pour les tours préliminaires à la Coupe du monde 1974.
Par la suite, il fait partie des joueurs, retenu pour disputer la Coupe de l'Indépendance du Brésil, ou par la même occasion le Portugal arriva jusqu'en finale contre le pays organisateur, le Brésil. Depuis son retour du Brésil comme tant d'autres joueurs, il devient une icône en club et en équipe nationale, ainsi il dispute de nombreux matchs amicaux mais surtout les éliminatoires pour l'euro 1976 et 1980, et aussi les tours préliminaires pour la Coupe du monde 1978. 
Il a honoré son premier but et l'unique à sa 34e sélection, soit l'avant-dernière contre la Norvège à Oeiras. Il inscrit un des buts qui donna la victoire trois buts à un. Sa dernière sélection il la fait vingt jours plus tard, ce qui est aussi un des derniers match des éliminatoires du Championnat d'Europe de 1980, qui fut une nouvelle fois un échec du Portugal, qui ne parvient pas à aller en phase finale. C'était contre l'Autriche, le match s'était terminé sur le score de 1 à 0 en faveur de la sélection autrichienne. 

## Sélections
| Sélections | Date              | Stade                                     | Adversaire      | Résultat | Minutes       | Compétition                                              | Buts |
| ---------- | ----------------- | ----------------------------------------- | --------------- | -------- | ------------- | -------------------------------------------------------- | ---- |
| 1          | 10 mai 1972       | GSP Stadium, Nicosie                      | Chypre          | 0 – 1    | 90e           | Tours préliminaires à la Coupe du monde de football 1974 | –    |
| 2          | 11 juin 1972      | Machadão, Natal                           | Équateur        | 0 – 3    | 90e           | Coupe de l'Indépendance du Brésil                        | –    |
| 3          | 14 juin 1972      | Estádio do Arruda, Recife                 | Iran            | 0 – 3    | 90e           | Coupe de l'Indépendance du Brésil                        | –    |
| 4          | 18 juin 1972      | Estádio do Arruda, Recife                 | Chili           | 1 – 4    | 90e           | Coupe de l'Indépendance du Brésil                        | –    |
| 5          | 25 juin 1972      | Estádio do Arruda, Recife                 | Irlande         | 2 – 1    | 90e           | Coupe de l'Indépendance du Brésil                        | –    |
| 6          | 29 juin 1972      | Maracanã, Rio de Janeiro                  | Argentine       | 1 – 3    | 90e           | Coupe de l'Indépendance du Brésil                        | –    |
| 7          | 2 juillet 1972    | Maracanã, Rio de Janeiro                  | Uruguay         | 1 – 1    | 90e           | Coupe de l'Indépendance du Brésil                        | –    |
| 8          | 6 juillet 1972    | Mineirão, Belo Horizonte                  | URSS            | 1 – 0    | 90e           | Coupe de l'Indépendance du Brésil                        | –    |
| 9          | 9 juillet 1972    | Maracanã, Rio de Janeiro                  | Brésil          | 1 – 0    | 90e           | Coupe de l'Indépendance du Brésil                        | –    |
| 10         | 3 mars 1973       | Parc des Princes, Paris                   | France          | 1 – 2    | 90e           | Match amical                                             | –    |
| 11         | 28 mars 1973      | Highfield Road, Coventry                  | Irlande du Nord | 1 – 1    | 90e           | Tours préliminaires à la Coupe du monde de football 1974 | –    |
| 12         | 2 mai 1973        | Stade national Vassil Levski, Sofia       | Bulgarie        | 2 – 1    | 90e           | Tours préliminaires à la Coupe du monde de football 1974 | –    |
| 13         | 13 octobre 1973   | Estádio da Luz, Lisbonne                  | Bulgarie        | 2 – 2    | 90e           | Tours préliminaires à la Coupe du monde de football 1974 | –    |
| 14         | 3 avril 1974      | Estádio da Luz, Lisbonne                  | Angleterre      | 0 – 0    | 90e           | Match amical                                             | –    |
| 15         | 13 novembre 1974  | Wankdorf-Stadion, Berne                   | Suisse          | 3 – 0    | 90e           | Match amical                                             | –    |
| 16         | 20 novembre 1974  | Wembley Stadium, Londres                  | Angleterre      | 0 – 0    | 90e           | Éliminatoires du championnat d'Europe de 1976            | –    |
| 17         | 9 mars 1975       | Estádio Serra-Dourada, Goiânia            | Goiás           | 2 – 1    | 90e           | Match amical                                             | –    |
| 18         | 13 mai 1975       | Hampden Park, Glasgow                     | Écosse          | 1 – 0    | 43e (csc) 90e | Match amical                                             | –    |
| 19         | 8 juin 1975       | Tsirion Athletic Center Stadium, Limassol | Chypre          | 0 – 2    | 90e           | Éliminatoires du championnat d'Europe de 1976            | –    |
| 20         | 12 novembre 1975  | Estádio das Antas, Porto                  | Tchécoslovaquie | 1 – 1    | 90e           | Éliminatoires du championnat d'Europe de 1976            | –    |
| 21         | 19 novembre 1975  | Estádio José Alvalade, Lisbonne           | Angleterre      | 1 – 1    | 90e           | Éliminatoires du championnat d'Europe de 1976            | –    |
| 22         | 3 décembre 1975   | Estádio do Bonfim, Setúbal                | Chypre          | 1 – 0    | 90e           | Éliminatoires du championnat d'Europe de 1976            | –    |
| 23         | 7 avril 1976      | Stadio Comunale, Turin                    | Italie          | 3 – 1    | 90e           | Match amical                                             | –    |
| 24         | 16 octobre 1976   | Estádio das Antas, Porto                  | Pologne         | 0 – 2    | 66e           | Tours préliminaires à la Coupe du monde de 1978          | –    |
| 25         | 17 novembre 1976  | Estádio da Luz, Lisbonne                  | Danemark        | 1 – 0    | 90e           | Tours préliminaires à la Coupe du monde de 1978          | –    |
| 26         | 5 décembre 1976   | Tsirion Athletic Center Stadium, Limassol | Chypre          | 1 – 2    | 90e           | Tours préliminaires à la Coupe du monde de 1978          | –    |
| 27         | 16 novembre 1977  | Estádio de São Luís, Faro                 | Chypre          | 4 – 0    | 90e           | Tours préliminaires à la Coupe du monde de 1978          | –    |
| 28         | 8 mars 1978       | Parc des Princes, Paris                   | France          | 2 – 0    | 90e           | Match amical                                             | –    |
| 29         | 11 octobre 1978   | Estádio José Alvalade, Lisbonne           | Belgique        | 1 – 1    | 45e           | Éliminatoires du championnat d'Europe de 1980            | –    |
| 30         | 15 novembre 1978  | Praterstadion, Vienne                     | Autriche        | 1 – 2    | 90e           | Éliminatoires du championnat d'Europe de 1980            | –    |
| 31         | 29 novembre 1978  | Estádio da Luz, Lisbonne                  | Écosse          | 1 – 0    | 90e           | Éliminatoires du championnat d'Europe de 1980            | –    |
| 32         | 9 mai 1979        | Ullevaal Stadion, Oslo                    | Norvège         | 0 – 1    | 90e           | Éliminatoires du championnat d'Europe de 1980            | –    |
| 33         | 17 octobre 1979   | Stade du Heysel, Bruxelles                | Belgique        | 2 – 0    | 90e           | Éliminatoires du championnat d'Europe de 1980            | –    |
| 34         | 1er novembre 1979 | Estádio Nacional do Jamor, Oeiras         | Norvège         | 3 – 1    | 39e 90e       | Éliminatoires du championnat d'Europe de 1980            | 1    |
| 35         | 21 novembre 1979  | Estádio da Luz, Lisbonne                  | Autriche        | 1 – 2    | 90e           | Éliminatoires du championnat d'Europe de 1980            | –    |

## Palmarès

### Académica de Coimbra
- Finaliste de la Coupe du Portugal : 1 fois — 1968-69

### Benfica
- Vainqueur du Championnat du Portugal : 5 fois — 1971-72, 1972-73, 1974-75, 1975-76, 1976-77
- Vainqueur de la Coupe du Portugal : 1 fois — 1971-72
- Vice-champion du Championnat du Portugal : 1 fois — 1973-74
- Finaliste de la Coupe du Portugal : 2 fois — 1973-74, 1974-75

### Portugal
- Finaliste de la Coupe de l'Indépendance du Brésil : 1 fois — 1972

### Sporting
- Vainqueur du Championnat du Portugal : 1 fois — 1979-80
- Vainqueur de la Coupe du Portugal : 1 fois — 1977-78
- Finaliste de la Coupe du Portugal : 1 fois — 1978-79